# The Midnight Snack
The Midnight Snack es el segundo corto de Tom y Jerry, producido en Technicolor y lanzado el 19 de julio de 1941 por Metro-Goldwyn Mayer. Fue producido por Fred Quimby y dirigido por William Hanna y Joseph Barbera, con la supervisión musical de Scott Bradley. Este episodio, es la segunda aparición de Tom y Jerry, y fue la primera en la que los personajes fueron nombrados.  En el primer episodio, El gato se gana el zapatazo, el gato es llamado Jasper, y el ratón se llamaba Jinx. En "Aperitivo de media noche"  (que en España se tituló "Bocado Peligroso") también participa la criada afroamericana Mammy Two Shoes, y como es de suponerse, termina en la destrucción y Tom es expulsado de la casa.

## Argumento
La historia tiene lugar en una cocina. El reloj en la pared es borroso, pero se puede ver que es medianoche. Jerry mira fuera de la puerta de la nevera y se roba un trozo de queso, utilizando un palo de apio para ir de nuevo a la alacena. Jerry mira a través de los agujeros en el queso y, a continuación, comienza a cargar el queso mientras Tom vigila a Jerry con una sonrisa malévola. 
La cámara sigue a Jerry que lleva el queso y hace un alejamiento para ver que Tom los sigue. Jerry siente a alguien detrás de él, pero Tom se oculta en la lámpara. Jerry continúa y Tom, con la pantalla en la cabeza como medida de precaución, empieza a poner montones de platos de todo tipo en la parte superior del queso y, por último, un huevo. Tom apila rebanadas de pan como escaleras y al final de la trampa, un rodillo. Jerry sube las escaleras y pronto llega al rodillo, Jerry cae con todos los platos. Finalmente, el ratón saca su cabeza y el huevo le cae encima. Jerry sorprendido lanza golpes para defenderse, haciendo que el huevo se escurra y Tom sale de su escondite con una cara incrédula.
Jerry "saluda" al gato y devuelve el trozo de queso a la nevera, rompiendo el apio en el camino. A continuación, procede rápidamente a robar sólo un poco de queso, pero Tom sostiene su cola con una de sus patas posteriores y devuelve un queso. Tom mete un dedo en un bol y prueba, después, se da cuenta de que tiene el libre funcionamiento del refrigerador, de modo que pone una plancha en la cola de Jerry mientras escudriña en la nevera. Jerry logra liberarse, pero es pronto capturado por Tom y él vuelve a su prisión. Tom entonces toma algunas cucharadas de gelatina y se come, causando todo su cuerpo a temblar y Jerry se echa a reír. Tom empieza a hipnotizar a Jerry con el trozo de queso y Jerry intenta agarrarlo, pero es imposible debido a la plancha en su cola. Tom, entonces saca un cono con crema, prueba un poco y, rocía a Jerry con el resto de la misma, además de una cereza. Tom entonces huele la comida en la mano y se prepara para comer, pero pronto mira que es el trozo de queso y la tira a la basura. Lamentablemente, el queso destruye la vajilla. Mammy Two Shoes oye esto, y baja a la cocina para ver lo que sucede. Tom actúa rápidamente, y mete a Jerry en el refrigerador y se esconde, de manera eficaz.
La criada da gritos en susto, y llama a Tom, que sale de su escondite para perseguir a Jerry. En medio de la persecución, Tom se enreda en la silla donde Mammy está de pie por temor, en el intento de escapar, tumba la silla. Mammy sale de la habitación porque "¡este no es un lugar para una mujer!". 
Tom sorprende a Jerry con el pedal de un tacho de basura, pero Jerry engaña a Tom para que mire dentro del Tacho. Jerry salta sobre el pedal golpeando a Tom en su cara. Jerry accidentalmente salta a la tostadora y Tom con calma empuja la palanca. Jerry aparece, con su cola quemándose produciendo un sonido parecido al de la alarma y la coloca en una tina con agua. La persecución continúa. Jerry trepa por la persiana hasta llegar al techo de un repostero, pero se detiene al llegar al final de éste. Tom intenta saltar pero, desafortunadamente, se agarra de la tabla de planchar, que se abre. Tom se resbala y su cola queda atascada en la bisagra del planchador, frente a la nevera. Jerry baja y coge un tenedor con su cola, y camina con confianza hacia el gato. Tom mira a la nevera abierta con temor, mientras Jerry hace una X cerca de la cola de Tom. Jerry incrusta el tenedor en esa X. El gato maúlla de dolor y se desliza por toda la cocina hasta estrellarse en la nevera. Mammy vuelve a entrar en la cocina, en la suposición errónea de que Tom ha capturado a Jerry. Ella abre la puerta de la nevera para conseguir un tazón de crema deliciosa para darle a Tom, sólo para encontrar a Tom en el refrigerador, sucio por la comida. En tanto que Jerry come su trozo de queso, Mammy expulsa a Tom de la casa.